# René Combes
René Christian Combes (Tolosa, 24 luglio 1937) è un ex maratoneta francese.

## Biografia
Ha partecipato ai Giochi Olimpici del 1968 gareggiando nella maratona, nella quale si è però ritirato. In carriera è inoltre stato per due volte campione nazionale francese nella maratona. Sempre in questa disciplina ha partecipato agli Europei del 1966 (a loro volta conclusi con un ritiro) ed a quelli del 1971, in cui ha conquistato un 29º posto.

## Palmarès
| Anno | Manifestazione  | Sede              | Evento   | Risultato | Prestazione | Note |
| ---- | --------------- | ----------------- | -------- | --------- | ----------- | ---- |
| 1966 | Europei         | Budapest          | Maratona | dnf       | dnf         |      |
| 1968 | Giochi Olimpici | Città del Messico | Maratona | dnf       | dnf         |      |
| 1971 | Europei         | Helsinki          | Maratona | 29º       | 2h25'35"    |      |

## Campionati nazionali
1966
- Argento ai campionati francesi di maratona - 2h25'42"

1967
- 4º ai campionati francesi di maratona - 2h32'12"

1968
- Oro ai campionati francesi di maratona - 2h23'56"

1970
- Oro ai campionati francesi di maratona - 2h24'13"